# Chalzedonische Lilie

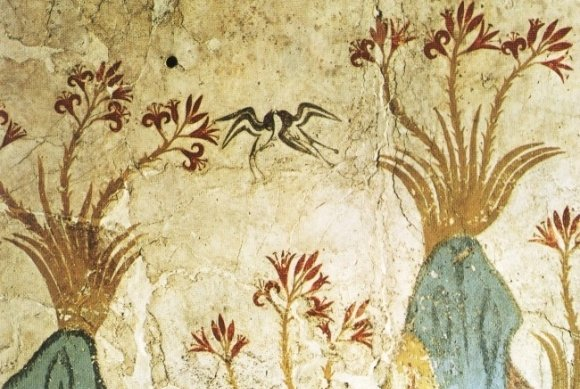
(Chalzedonische ?) Lilien als Fresken-Motiv in Akrotiri, Bronzezeit, ca. 1600 v. Chr.

Die Chalzedonische Lilie (Lilium chalcedonicum) ist eine Art aus der Gattung der Lilien (Lilium) in der Sektion Liriotypus (Candidum-Sektion) und gehört zur Familie der Liliengewächse (Liliaceae).

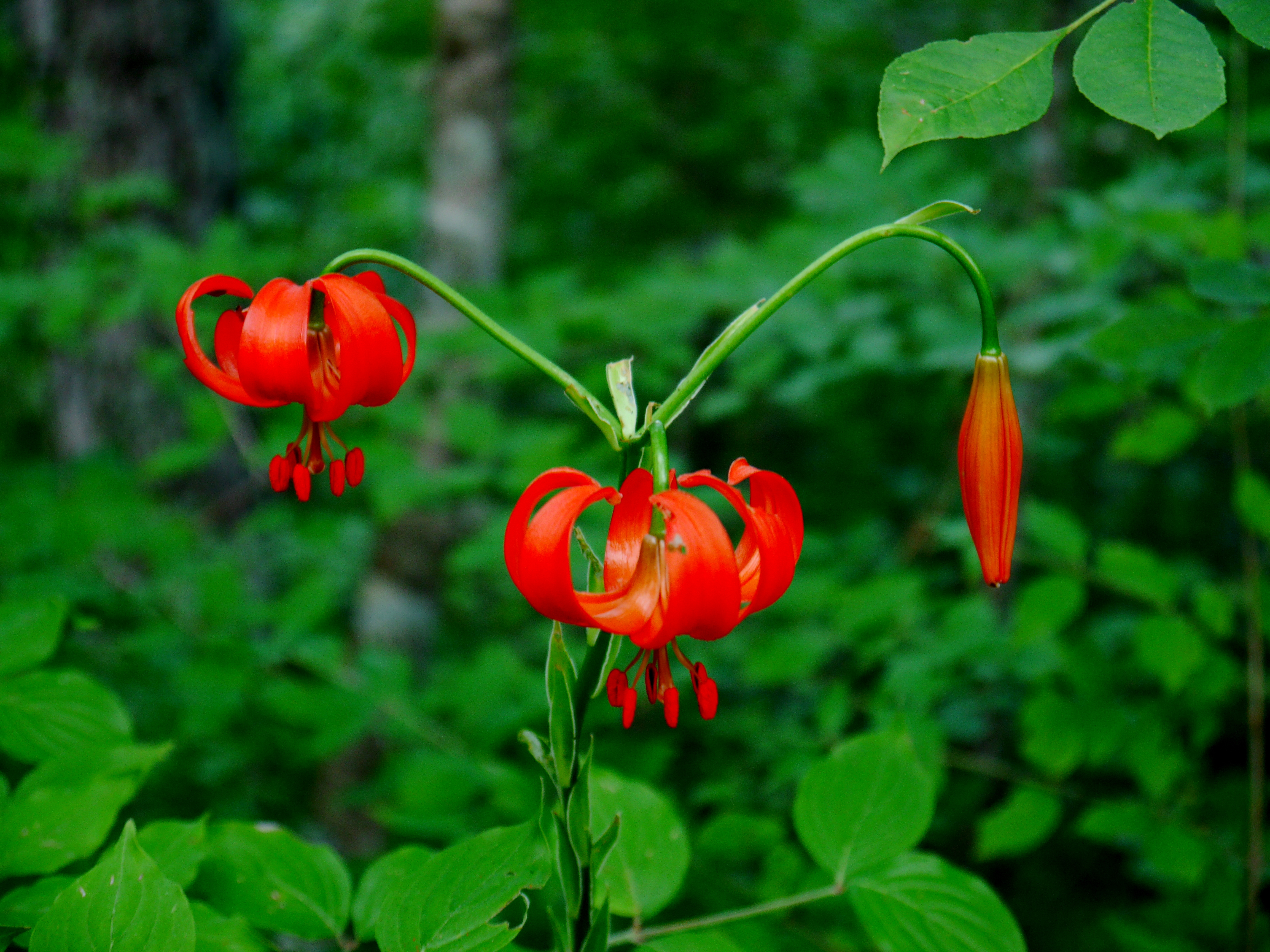
Lilium chalcedonicum auf dem Olymp

## Beschreibung
Die Chalzedonische Lilie ist eine mehrjährige krautige Pflanze, die in der Regel Wuchshöhen von 35 bis 70 Zentimeter erreichtl. Die Zwiebel ist weiß-gelblich und breit. Die Pflanze bildet ab dem Frühjahr einen dicht mit schmalen, lanzettförmigen, nach oben hin kürzer werdenden Blättern besetzten Stängel. Das zerstreut stehende Blattwerk steht am Ansatz fast waagerecht, zum oberen Ende hin jedoch immer mehr aufrecht, bis die Blätter fast am Stängel anliegen.
An ihm erscheint im Juli bis August eine Rispe mit ein bis vier (selten bis zwölf) stark zurückgebogenen, zinnoberroten Blüten, die am Ansatz stark papillös sind. Der Pollen ist tiefrotorange. Der Samen keimt verzögert-epigäisch.
Die Chromosomenzahl beträgt 2n = 24.

## Verbreitung
Die Chalzedonische Lilie ist nur in Süd-Albanien, Griechenland und den Ionischen Inseln beheimatet. Sie gedeiht an leicht feuchten, halbschattigen Standorten in offenen Laubwäldern, Buchsbaum-Strauchwerk und Wiesen auf kalkhaltigem, felsigem Untergrund zwischen 600 und 1700 Meter Höhenlage.

## Systematik
Die Chalzedonische Lilie wurde 1753 von Carl von Linné in Species Plantarum Band 1 Seite 302 erstbeschrieben. Zeitweise wurden neben der Nominatform die Varietäten Lilium chalcedonicum var. maculatum (mit dicht schwarzgepunkteter Blüte) sowie Lilium chalcedonicum var. heldreichii (am oberen Teil des Stängels unbehaart) geführt. Sie werden jedoch beide heute nicht mehr anerkannt.
Lilium chalcedonicum kann mit der Madonnenlilie (Lilium candidum) die Naturhybride Lilium x testaceum (Lindl.) Turrill bilden.

## Kultur
Die älteste bekannte Darstellung einer Lilie zeigt vermutlich Chalzedonische Lilien. Es handelt sich dabei um ca. 3500 Jahre alte Fresken in der bronzezeitlichen Stadt Akrotiri auf der griechischen Insel Santorin, die bei der Minoischen Eruption durch einen Vulkan verschüttet wurde.
Wegen ihres spektakulären Erscheinungsbildes wird sie mindestens seit dem 16. Jahrhundert kultiviert. Sie wurde angeblich durch Master Harbran 1597 aus Konstantinopel nach Europa gebracht.